# HMS Challenger (1931)
Челленджер II (англ. Challenger 2) — английское гидрографическое судно, известное тем, что в 1951 году с его борта в Марианской впадине с помощью эхолота была зарегистрирована глубина 10 899 м (10 863 м с помощью лотлиня). Впоследствии этой точке дали название Бездна Челленджера.

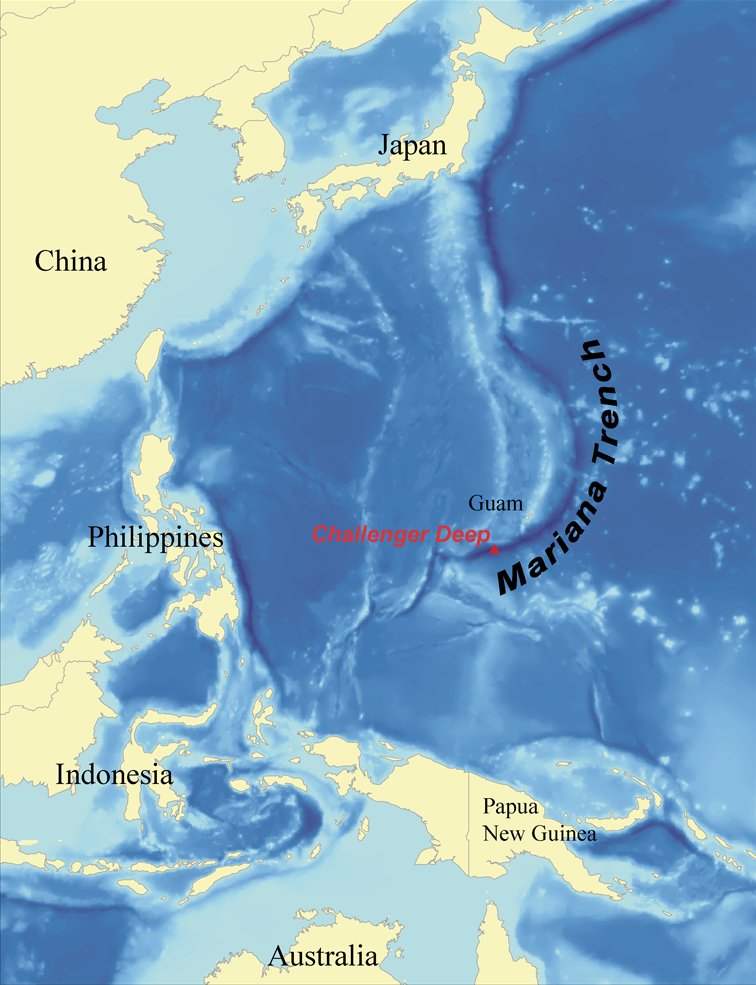
Бездна Челленджера на карте